# Adrián Piotrovski
Adrián Ivánovich Piotrovski –en ruso: Адриа́н Ива́нович Пиотро́вский– (1898-21 de noviembre de 1937) fue un dramaturgo ruso, conocido por participar en la polémica adaptación de Romeo y Julieta como ballet para Serguéi Prokófiev. 
Discípulo del director de teatro  Serguéi Rádlov, y siendo director artístico de los estudios de cine Lenfilm, en Leningrado, a finales de 1934 habla con Prokófiev sobre la posibilidad de adaptar la obra de Shakespeare al ballet.